# Ягодниця
Ягодниця (пол. Jagodnica) — село в Польщі, у гміні Лешна-Подляська Більського повіту Люблінського воєводства. Населення — 103 особи (2011).

## Історія
За даними етнографічної експедиції 1869—1870 років під керівництвом Павла Чубинського, у селі переважно проживали греко-католики, які розмовляли українською мовою.
У 1975—1998 роках село належало до Білопідляського воєводства.

## Демографія
Демографічна структура станом на 31 березня 2011 року:
|          | Загалом | Допрацездатний вік | Працездатний вік | Постпрацездатний вік |
| -------- | ------- | ------------------ | ---------------- | -------------------- |
| Чоловіки | 42      | 11                 | 25               | 6                    |
| Жінки    | 61      | 15                 | 34               | 12                   |
| Разом    | 103     | 26                 | 59               | 18                   |